# Aimone di Challant

Stemma Challant

Aimone di Challant (1305 circa – 1387 circa) (in francese, Aymon de Challant) fu un nobile valdostano della famiglia Challant, capostipite del ramo degli Challant-Fénis.

## Biografia
Era figlio di Gotofredo II di Challant, primogenito di Ebalo Magno, e della nobile genovese Beatrice Fieschi, e fratello di Ebalo di Ussel.
Sposò Fiorina Provana, figlia di Franceschino Provana Signore di Leynì, dalla quale ebbe almeno sei figli maschi e alcune femmine. Tra di essi Bonifacio, Amedeo, Francesco (sacerdote che fu forse vescovo di Ginevra), Guglielmo (che divenne vescovo di Losanna), Antonio (che divenne arcivescovo di Tarantasia e cardinale), Giacomo Francesco (che intraprese la carriera militare al servizio dei Savoia), Beatrice, Margherita, Alasia e Bona.
Nel 1337 ricevette in eredità dal nonno paterno Ebalo Magno il feudo di Fénis, dopo una serie di dispute familiari che lo videro protagonista insieme al fratello Ebalo (a cui spettarono i feudi di Ussel e di Saint-Marcel) e ai quattro zii figli di Ebalo Magno.
Intorno al 1340 iniziò una prima grande campagna di ampliamento del castello di Fénis, costruendo probabilmente il corpo centrale nella forma pentagonale che è possibile vedere ancora oggi. Una seconda campagna di ristrutturazione ebbe probabilmente luogo circa venti anni dopo sempre sotto la sua signoria.
Ricoprì diverse cariche militari e incarichi diplomatici al servizio dei Savoia, tra i quali castellano di Lanzo dal 1332 al 1357, castellano di Moriana, Avigliana, Chambéry, Tarantasia, Susa, Montmélian, Ivrea, Bard, Sallanches e Castruzzone, governatore di Ivrea e balivo della Val di Susa e della Savoia.
Tra il 1354 e il 1357 ricevette da Amedeo VI di Savoia il feudo di Aymavilles ed iniziò a restaurarne il castello, realizzando le quattro torri angolari a pianta circolare.
Come indicato nel suo testamento del 1377, alla sua morte intorno al 1387 il feudo e il castello di Fénis passarono al suo primogenito Bonifacio, che proseguì nell'opera di ristrutturazione e ingrandimento del castello, mentre il secondogenito Amedeo ricevette il feudo di Aymavilles, dando origine al ramo cadetto degli Challant-Aymavilles.